# Dodô (calciatore 1998)
Domilson Cordeiro dos Santos, noto come Dodô (Taubaté, 17 novembre 1998), è un calciatore brasiliano, difensore della Fiorentina, di cui è vice-capitano.

## Caratteristiche tecniche
Brevilineo ed estremamente rapido, è un terzino destro bravo in fase di spinta, possiede un'eccellente tecnica individuale ma nonostante le assai spiccate doti offensive è riuscito a migliorare notevolmente il suo apporto alla fase difensiva dove si dimostra molto efficace nei contrasti e assai veloce nei ripiegamenti. Grazie al suo carattere estroverso si è guadagnato l'amore e il rispetto di tutte le tifoserie delle squadre in cui è stato, specie quella della Fiorentina, che lo ha ribattezzato Frecciarossa, per la sua notevole velocità e, amorevolmente, Domi. È stato paragonato al connazionale Fagner.

## Carriera

### Club

#### Giovanili
Da bambino si dedica all'atletica leggera, nella specialità dei 100 metri, fino a quando, a 11 anni, decidere di cambiare sport. Inizia giocando come attaccante nel club della sua città natale, il Taubaté, ma ben presto si sposta in difesa. Nel corso del 2014 viene notato da alcuni osservatori e si trasferisce nelle giovanili del Coritiba.

#### Coritiba
Nel 2016 viene promosso in prima squadra dal tecnico Gilson Kleina e fa il suo esordio in Série A il 14 maggio contro il Cruzeiro. Chiude la prima stagione con 26 partite in massima serie, oltre a una presenza nella neonata Primeira Liga e 2 in Coppa. Fa il suo esordio anche in campo internazionale con due gettoni nella Coppa Sudamericana 2016.
Nella seconda stagione da professionista continua a farsi notare, registrando 19 presenze in Série A e vincendo il Campionato Paranaense 2017, manifestazione in cui scende in campo 4 volte.

#### L'arrivo in Ucraina e il prestito in Portogallo
Il 4 gennaio 2018 viene acquistato dalla società ucraina dello Shakhtar, militante in Prem"jer-liha, per 2 milioni di euro. Chiude la prima stagione in Europa con due trofei, il primo posto in campionato e la vittoria nella Coppa d'Ucraina, totalizzando appena tre presenze in totale.
Per giocare maggiormente, ad agosto dello stesso anno, va in Portogallo per una stagione in prestito con il Vitória Guimarães. Nella Taça de Portugal 2018-2019, contro il Boavista, segna il primo gol da professionista, portando ai quarti di finale la propria squadra. Chiude la parentesi portoghese con 12 partite totali in cui ha realizzato 2 reti e 2 assist.

#### Shakhtar
Nell'estate 2019 torna a giocare con la società ucraina di cui diventa titolare e protagonista anche nelle coppe europee. Il 1º ottobre 2019 fa il suo esordio in Champions League contro l' Atalanta, fornendo l'assist del gol vittoria; il seguente 22 ottobre segna la sua prima rete in assoluto con la maglia dello Shakhtar, realizzando il definitivo 2-2 contro la Dinamo Zagabria. A fine stagione vince il secondo scudetto ucraino totalizzando 34 presenze tra Prem"jer-liha, competizioni UEFA e coppa nazionale, arricchite da 3 reti e 7 assist totali.
Nella stagione 2020-2021, pur registrando due secondi posti in campionato e nella Supercoppa nazionale, si conferma ad alti livelli in tutte le manifestazioni. In Prem"jer-liha realizza 2 reti e 7 assist in 23 partite, mentre in campo internazionale gioca da titolare tutte le 10 gare in cui è impegnato tra la fase a gironi di Champions e l'eliminazione diretta in Europa League.
Confermato dallo Shaktar che ha ignorato le sirene del calciomercato, nella nuova stagione (interrottasi a dicembre 2021 in concomitanza della pausa invernale) diventa subito uno dei perni del gioco del nuovo allenatore Roberto De Zerbi. A causa del conflitto russo-ucraino, a febbraio 2022, lascia l'Ucraina.

#### Fiorentina

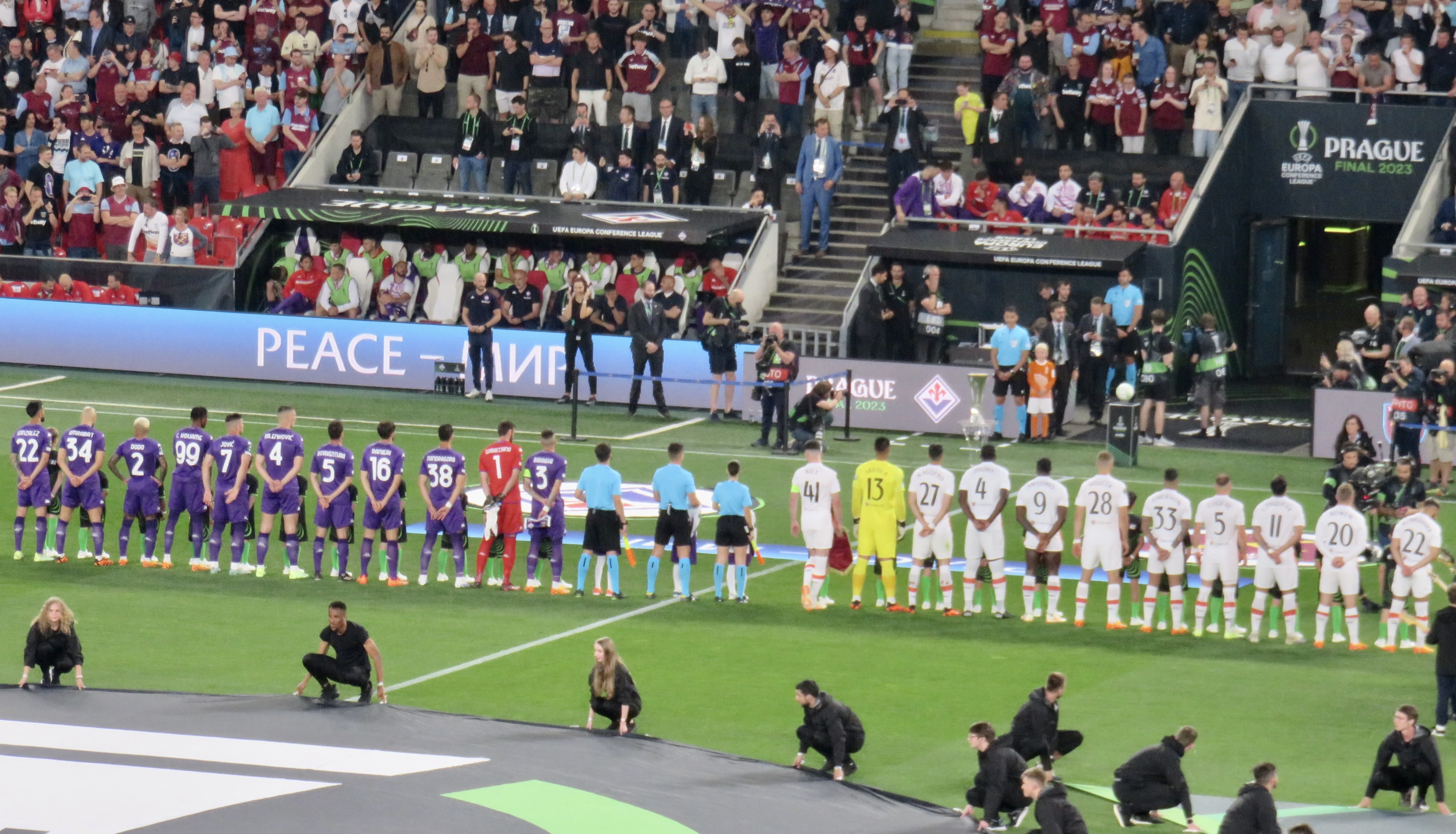
Dodô (nella foto, con la maglia numero 2) poco prima della finale di UEFA Europa Conference League contro il nel giugno del 2023.

Il 22 luglio 2022, Dodô viene acquistato a titolo definitivo dalla Fiorentina, in Serie A. Nonostante sia arrivato solo nei giorni conclusivi del ritiro estivo e abbia giocato l'ultima partita ufficiale nove mesi prima, riesce a esordire in maglia viola in massima serie e nel turno preliminare di Conference League già nel seguente mese di agosto. Fermato da un infortunio nella trasferta dell'11 settembre a Bologna, torna in campo il 10 ottobre e da allora diventa uno dei giocatori più importanti negli schemi del tecnico Vincenzo Italiano. Nel girone di ritorno trova più continuità tanto da ricevere apprezzamenti pubblici da parte dell'allenatore; il 30 aprile 2023 segna il suo primo gol in maglia viola nel successo per 5-0 contro la Sampdoria. Conclude la stagione giocando nell'undici titolare in tutte le competizioni, comprese le finali di Coppa Italia e di Conference League. Nel primo anno in viola mette a referto un gol e quattro assist con 50 presenze totali.
Nella stagione successiva, all'inizio della partita della quinta giornata di campionato contro l'Udinese, subisce una lesione del legamento crociato anteriore del ginocchio destro, che lo costringe a un intervento chirurgico e a un lungo periodo fuori dal campo. Dopo aver giocato un match nel campionato Primavera, rientra in gruppo e il 14 marzo 2024 torna a giocare in prima squadra nell'ottavo di finale di ritorno di Conference League contro il Maccabi Haifa; il successivo 30 marzo, contro il Milan gioca da titolare la sua prima partita del 2024. Vincenzo Italiano se da un lato ne limita l'utilizzo in massima serie, schierandolo titolare solo nelle ultime due giornate di campionato, dall'altro lo schiera titolare in tutte le gare dai quarti di finale in poi, compresa la sconfitta in finale, facendo del brasiliano uno dei protagonisti della competizione europea tanto da essere inserito nella squadra della stagione della UEFA Conference League. Chiude con 18 presenze in tutte le competizioni.
Nel suo terzo anno a Firenze trova un nuovo allenatore, Raffaele Palladino, con cui cambia la propria posizione in campo dato che la difesa a tre lo porta a essere più largo a centrocampo.

### Nazionale

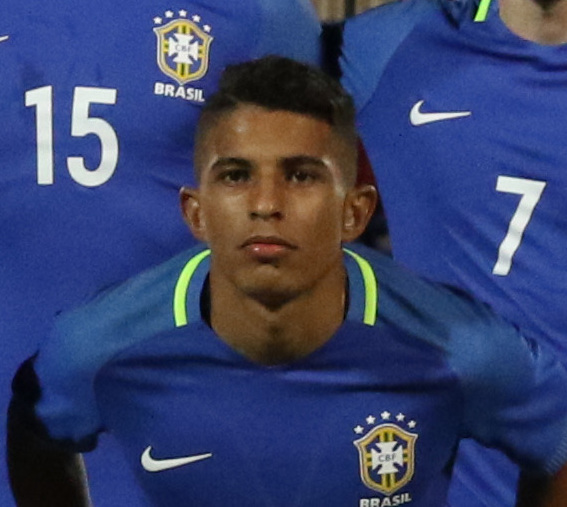
Dodô impegnato nel campionato sudamericano Under 20 2017

Ha esordito con la Nazionale Under-17 di calcio del Brasile giocando la fase finale del Campionato mondiale di calcio Under-17. Successivamente ha indossato la maglia della Under 20 scendendo in campo nel Campionato sudamericano di calcio Under-20 2017. Ha giocato 5 partite anche nella selezione Under 23, di cui due gare per la qualificazione olimpica 2020.
A settembre 2023, due giorni prima della gara contro l'Udinese in cui si infortunerà, era stato contattato per la prima convocazione con la nazionale maggiore del Brasile. Il 30 ottobre 2024 viene chiamato per la prima volta venendo inserito nella lista dei pre-convocati per le sfide contro Venezuela e Uruguay previste a novembre.

## Statistiche

### Presenze e reti nei club
Statistiche aggiornate al 26 gennaio 2025.
| Stagione          | Squadra           | Campionato        | Campionato | Campionato | Coppe nazionali | Coppe nazionali | Coppe nazionali | Coppe continentali | Coppe continentali | Coppe continentali | Altre coppe | Altre coppe | Altre coppe | Totale | Totale |
| Stagione          | Squadra           | Comp              | Pres       | Reti       | Comp            | Pres            | Reti            | Comp               | Pres               | Reti               | Comp        | Pres        | Reti        | Pres   | Reti   |
| ----------------- | ----------------- | ----------------- | ---------- | ---------- | --------------- | --------------- | --------------- | ------------------ | ------------------ | ------------------ | ----------- | ----------- | ----------- | ------ | ------ |
| 2016              | Coritiba          | A+PL              | 26+1       | 0          | CB              | 2               | 0               | CS                 | 2                  | 0                  | -           | -           | -           | 31     | 0      |
| 2017              | Coritiba          | A+CP              | 19+4       | 0          | CB              | 4               | 0               | CS                 | 0                  | 0                  | -           | -           | -           | 27     | 0      |
| Totale Coritiba   | Totale Coritiba   | Totale Coritiba   | 50         | 0          |                 | 6               | 0               |                    | 2                  | 0                  |             | -           | -           | 58     | 0      |
| gen.-giu. 2018    | Šachtar           | PL                | 2          | 0          | KU              | 1               | 0               | UCL                | 0                  | 0                  | -           | -           | -           | 3      | 0      |
| 2018-2019         | Vitória Guimarães | PL                | 9          | 1          | TP+TL           | 2+1             | 1+0             | -                  | -                  | -                  | -           | -           | -           | 12     | 2      |
| 2019-2020         | Šachtar           | PL                | 15+8       | 1+0        | KU              | 1               | 0               | UCL+UEL            | 5+5                | 1+1                | -           | -           | -           | 34     | 3      |
| 2020-2021         | Šachtar           | PL                | 23         | 2          | KU              | 0               | 0               | UCL+UEL            | 6+4                | 0                  | SU          | 1           | 0           | 34     | 2      |
| 2021-2022         | Šachtar           | PL                | 14         | 0          | KU              | 1               | 0               | UCL                | 10                 | 0                  | SU          | 1           | 0           | 26     | 0      |
| Totale Šachtar    | Totale Šachtar    | Totale Šachtar    | 62         | 3          |                 | 3               | 0               |                    | 30                 | 2                  |             | 2           | 0           | 97     | 5      |
| 2022-2023         | Fiorentina        | A                 | 33         | 1          | CI              | 5               | 0               | UECL               | 12                 | 0                  | -           | -           | -           | 50     | 1      |
| 2023-2024         | Fiorentina        | A                 | 9          | 0          | CI              | 1               | 0               | UECL               | 8                  | 0                  | SI          | 0           | 0           | 18     | 0      |
| 2024-2025         | Fiorentina        | A                 | 34         | 0          | CI              | 1               | 0               | UECL               | 6                  | 0                  |             | -           | -           | 41     | 0      |
| Totale Fiorentina | Totale Fiorentina | Totale Fiorentina | 76         | 1          |                 | 7               | 0               |                    | 26                 | 0                  |             | 0           | 0           | 109    | 1      |
| Totale carriera   | Totale carriera   | Totale carriera   | 192        | 5          |                 | 19              | 1               |                    | 53                 | 2                  |             | 2           | 0           | 266    | 8      |

### Cronologia presenze e reti in nazionale
| Cronologia completa delle presenze e delle reti in nazionale ― Brasile under 23 | Cronologia completa delle presenze e delle reti in nazionale ― Brasile under 23 | Cronologia completa delle presenze e delle reti in nazionale ― Brasile under 23 | Cronologia completa delle presenze e delle reti in nazionale ― Brasile under 23 | Cronologia completa delle presenze e delle reti in nazionale ― Brasile under 23 | Cronologia completa delle presenze e delle reti in nazionale ― Brasile under 23 | Cronologia completa delle presenze e delle reti in nazionale ― Brasile under 23 | Cronologia completa delle presenze e delle reti in nazionale ― Brasile under 23 |
| Data                                                                            | Città                                                                           | In casa                                                                         | Risultato                                                                       | Ospiti                                                                          | Competizione                                                                    | Reti                                                                            | Note                                                                            |
| ------------------------------------------------------------------------------- | ------------------------------------------------------------------------------- | ------------------------------------------------------------------------------- | ------------------------------------------------------------------------------- | ------------------------------------------------------------------------------- | ------------------------------------------------------------------------------- | ------------------------------------------------------------------------------- | ------------------------------------------------------------------------------- |
| 14-11-2019                                                                      | Las Palmas de Gran Canaria                                                      | Brasile under 23                                                                | 1 – 0                                                                           | Stati Uniti under 23                                                            | Torneo di Tenerife                                                              | -                                                                               | 81’                                                                             |
| 1-2-2020                                                                        | Armenia                                                                         | Brasile under 23                                                                | 2 – 1                                                                           | Colombia under 23                                                               | Qualificazioni Olimpiadi                                                        | -                                                                               |                                                                                 |
| 4-2-2020                                                                        | Bucaramanga                                                                     | Brasile under 23                                                                | 1 – 1                                                                           | Paraguay under 23                                                               | Qualificazioni Olimpiadi                                                        | -                                                                               | 75’                                                                             |
| 14-11-2020                                                                      | Il Cairo                                                                        | Brasile under 23                                                                | 3 – 1                                                                           | Corea del Sud under 23                                                          | Amichevole                                                                      | -                                                                               | 81’                                                                             |
| 16-11-2020                                                                      | Il Cairo                                                                        | Egitto under 23                                                                 | 2 – 1                                                                           | Brasile under 23                                                                | Amichevole                                                                      | -                                                                               | 74’                                                                             |
| Totale                                                                          |                                                                                 | Presenze                                                                        | 5                                                                               |                                                                                 | Reti                                                                            | 0                                                                               |                                                                                 |

| Cronologia completa delle presenze e delle reti in nazionale ― Brasile under 20 | Cronologia completa delle presenze e delle reti in nazionale ― Brasile under 20 | Cronologia completa delle presenze e delle reti in nazionale ― Brasile under 20 | Cronologia completa delle presenze e delle reti in nazionale ― Brasile under 20 | Cronologia completa delle presenze e delle reti in nazionale ― Brasile under 20 | Cronologia completa delle presenze e delle reti in nazionale ― Brasile under 20 | Cronologia completa delle presenze e delle reti in nazionale ― Brasile under 20 | Cronologia completa delle presenze e delle reti in nazionale ― Brasile under 20 |
| Data                                                                            | Città                                                                           | In casa                                                                         | Risultato                                                                       | Ospiti                                                                          | Competizione                                                                    | Reti                                                                            | Note                                                                            |
| ------------------------------------------------------------------------------- | ------------------------------------------------------------------------------- | ------------------------------------------------------------------------------- | ------------------------------------------------------------------------------- | ------------------------------------------------------------------------------- | ------------------------------------------------------------------------------- | ------------------------------------------------------------------------------- | ------------------------------------------------------------------------------- |
| 1-9-2016                                                                        | Burton-upon-Trent                                                               | Inghilterra under 20                                                            | 1 – 1                                                                           | Brasile under 20                                                                | Amichevole                                                                      | -                                                                               |                                                                                 |
| 4-9-2016                                                                        | Kidderminster                                                                   | Inghilterra under 20                                                            | 1 – 2                                                                           | Brasile under 20                                                                | Amichevole                                                                      | -                                                                               | 75’                                                                             |
| 19-1-2017                                                                       | Riobamba                                                                        | Ecuador under 20                                                                | 0 – 1                                                                           | Brasile under 20                                                                | Campionato sudamericano                                                         | -                                                                               |                                                                                 |
| 20-1-2017                                                                       | Riobamba                                                                        | Brasile under 20                                                                | 0 – 0                                                                           | Cile under 20                                                                   | Campionato sudamericano                                                         | -                                                                               |                                                                                 |
| 22-1-2017                                                                       | Ambato                                                                          | Brasile under 20                                                                | 3 – 2                                                                           | Paraguay under 20                                                               | Campionato sudamericano                                                         | -                                                                               |                                                                                 |
| 25-1-2017                                                                       | Riobamba                                                                        | Colombia under 20                                                               | 1 – 0                                                                           | Brasile under 20                                                                | Campionato sudamericano                                                         | -                                                                               | 62’                                                                             |
| 31-1-2017                                                                       | Quito                                                                           | Ecuador under 20                                                                | 2 – 2                                                                           | Brasile under 20                                                                | Campionato sudamericano                                                         | -                                                                               | 82’                                                                             |
| 3-2-2017                                                                        | Quito                                                                           | Uruguay under 20                                                                | 2 – 1                                                                           | Brasile under 20                                                                | Campionato sudamericano                                                         | -                                                                               |                                                                                 |
| 5-2-2017                                                                        | Quito                                                                           | Brasile under 20                                                                | 1 – 0                                                                           | Venezuela under 20                                                              | Campionato sudamericano                                                         | -                                                                               |                                                                                 |
| 9-2-2017                                                                        | Quito                                                                           | Brasile under 20                                                                | 2 – 2                                                                           | Argentina under 20                                                              | Campionato sudamericano                                                         | -                                                                               |                                                                                 |
| 11-2-2017                                                                       | Quito                                                                           | Colombia under 20                                                               | 0 – 0                                                                           | Brasile under 20                                                                | Campionato sudamericano                                                         | -                                                                               | 53’                                                                             |
| Totale                                                                          |                                                                                 | Presenze                                                                        | 11                                                                              |                                                                                 | Reti                                                                            | 0                                                                               |                                                                                 |

| Cronologia completa delle presenze e delle reti in nazionale ― Brasile under 17 | Cronologia completa delle presenze e delle reti in nazionale ― Brasile under 17 | Cronologia completa delle presenze e delle reti in nazionale ― Brasile under 17 | Cronologia completa delle presenze e delle reti in nazionale ― Brasile under 17 | Cronologia completa delle presenze e delle reti in nazionale ― Brasile under 17 | Cronologia completa delle presenze e delle reti in nazionale ― Brasile under 17 | Cronologia completa delle presenze e delle reti in nazionale ― Brasile under 17 | Cronologia completa delle presenze e delle reti in nazionale ― Brasile under 17 |
| Data                                                                            | Città                                                                           | In casa                                                                         | Risultato                                                                       | Ospiti                                                                          | Competizione                                                                    | Reti                                                                            | Note                                                                            |
| ------------------------------------------------------------------------------- | ------------------------------------------------------------------------------- | ------------------------------------------------------------------------------- | ------------------------------------------------------------------------------- | ------------------------------------------------------------------------------- | ------------------------------------------------------------------------------- | ------------------------------------------------------------------------------- | ------------------------------------------------------------------------------- |
| 23-10-2015                                                                      | Viña del Mar                                                                    | Guinea under 17                                                                 | 1 – 3                                                                           | Brasile under 17                                                                | Mondiali Under-17 2015 - 1º turno                                               | -                                                                               | 65’                                                                             |
| 1-11-2015                                                                       | Viña del Mar                                                                    | Brasile under 17                                                                | 0 – 3                                                                           | Nigeria under 17                                                                | Mondiali Under-17 2015 - Quarti di finale                                       | -                                                                               |                                                                                 |
| Totale                                                                          |                                                                                 | Presenze                                                                        | 2                                                                               |                                                                                 | Reti                                                                            | 0                                                                               |                                                                                 |

## Palmarès

### Competizioni statali
- Campionato Paranaense: 1

Coritiba: 2017

### Competizioni nazionali
- Coppa d'Ucraina: 1

Šachtar: 2017-2018
- Campionato ucraino: 2

Šachtar: 2017-2018, 2019-2020
- Supercoppa d'Ucraina: 1

Šachtar: 2021

### Individuale
- Squadra della stagione della UEFA Europa Conference League:1

2023-2024